# Mistrz Biblii Hutterów
Mistrz Biblii Hutterów – anonimowy iluminator aktywny w Małopolsce, w latach 1400–1435.
Twórczość Mistrza Biblii Hutterów jest związana z czeskim malarstwem książkowym, które to pod koniec XIV i na początku XV wieku wywarło wpływ na miniatorstwo śląskie, austriackie i norymberskie. Jego prace nie wskazują jednak na zetknięcie się z czołowymi przedstawicielami sztuki czeskiej, a jego warsztat należy uznać za przykład sztuki prowincjonalnej, bazującej na powszechnie znanych formach artystycznych. Wykonywał biblie i księgi liturgiczne głównie dla średniego kleru. Bardzo bliskie było mu miniatorstwo śląskie.

## Twórczość artystyczna
Ramy czasowe według których określa się czas aktywności artysty wyznaczają dwie wielkoformatowe biblie: pierwsza, z 1415 roku, zakupiona dwadzieścia pięć lat później przez braci Hutterów dla domu Altarystów kościoła Mariackiego w Krakowie (Mały Rynek w Krakowie, kamienica nr 7) oraz Biblia Grzegorza, przepisana w 1433 roku przez Andrzeja z Żarnowa. W obu bibliach występuje kilkadziesiąt inicjałów obrazowych autorstwa Mistrza Biblii Hutterów; od jednej z biblii mistrz otrzymał swój przydomek. Innymi pracami artysty były iluminacje w najstarszej księdze z całej grupy, graduale katedry wawelskiej oraz trzy mszały: Mszał biskupa krokowskiego Wojciecha Jastrzębca, mszał z kościoła parafialnego w Beszowej i mszał krakowski ze zbiorów Towarzystwa Przyjaciół Nauk w Warszawie. Mistrz Biblii Hutterów uważany jest za autora iluminacji powstałych po 1405 roku w Psałterzu floriańskim, gdzie wykonał od karty 60 wielkie inicjały ornamentalne. Ponadto przypisuje mu się iluminacje w Brewiarzu krakowskim z herbem Szeliga oraz w rękopisie znajdującym się w posiadaniu klarysek przy kościele św. Andrzeja w Krakowie.
Styl Mistrza Biblii Hutterów w okresie jego działalności nie ulegał większym zmianom. Jak wskazuje historyk sztuki Barbara Miodońska: Posługiwał się nie tylko względnie stałym repertuarem formuł ikonograficznych i ujęć kompozycyjnych, którego był twórcą, lecz i stałym zasobem motywów zdobniczych i figuralnych, powtarzających się z niewielkimi modyfikacjami w wielu kodeksach. Środki, jakie stosował iluminator, były wykorzystywane przez innych krakowskich iluminatorów i można je wyodrębnić np. w Antyfonarzu opata tynieckiego Mścisława i w pierwszej składce Antyfonarza katedralnego z fundacji Zbigniewa Oleśnickiego.

## Technika

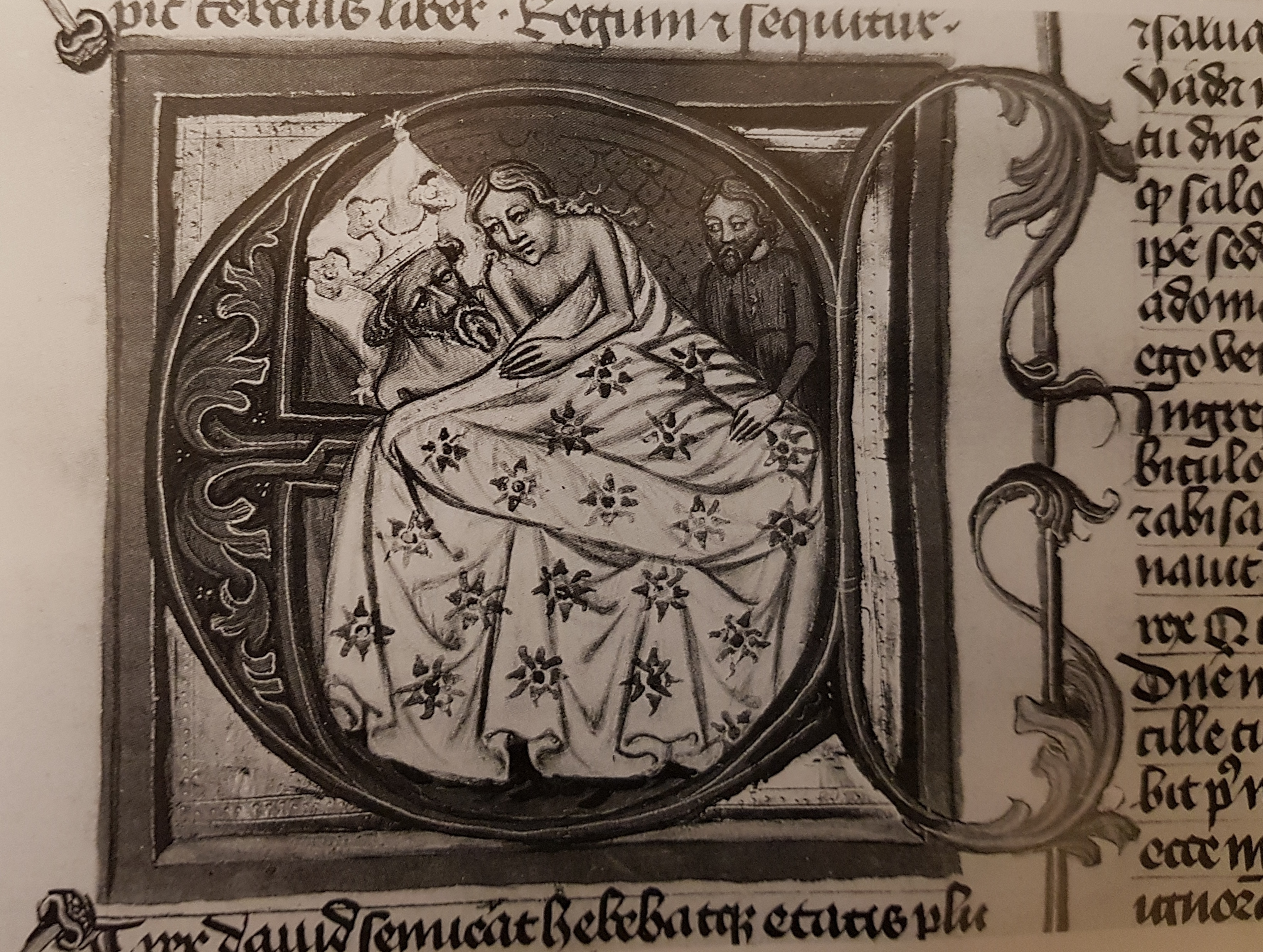
Inicjał E z Biblii Hutterów (s. 245, 1415 r.) ze scenką Abiszag w łożu Dawida

Mistrz Biblii Hutterów w swoich pracach posługiwał się temperą o różnym stopni krycia, dopełniając podmalówkę jednobarwnym rysunkiem wykonanym pędzlem. Jego technika jest swobodna, a jednocześnie sumaryczna i mało precyzyjna. Dzięki wykorzystaniu kontrastu barwnych płaszczyzn uzyskiwał złudzenie trójwymiarowości ram inicjałów oraz innych elementów scenografii (podestów, tronów, kamiennych ołtarzy, sarkofagów itp.). Jego prace noszą wyraźny ślad malarstwa czeskiego trzeciej ćwierci XIV wieku (szaropłowa struktura kamiennego gruntu po którym poruszają się ludzie), czasami można dostrzec italizujący motyw skał wycinanych w stopnie. Jego iluminacje są utrzymane w chłodnych barwach: przeważa turkusowa zieleń miedziowa, zieleń grynszpanowa, lazuryt i błękit nieba, szarości o odcieniu popielatym, niebieskawym lub fiołkowym, róż rozbielonego kraplaku, biel ołowiowa. Niekiedy można rozróżnić plamy brązu, słomianej żółci lub ugru, ale nie mają one funkcji kontrastu wobec chłodnej tonacji. Czasem w jego iluminacjach zastosowane jest złoto płatkowe.
Przedstawiane postacie mają najczęściej patykowate długie kończyny, spiczaste łokcie i kolana, zakończone trójkątnymi stopami i wielkimi dłoniami, a czasem wielkie głowy. Artysta najczęściej korzystał z kilku stałych typów twarzy, charakterystycznych dla jego warsztatu i będących jego znakiem rozpoznawczym: typ ascetycznego starca, typ młodej niewiasty i typ mężczyzny w sile wieku, powtarzanych wielokrotnie w serii wizerunków królów izraelskich w Biblii Hutterów.
Mistrz Biblii Hutterów posługiwał się również kilkoma stałymi sekwencjami czy układami kompozycyjnymi: pierwszy układ związany jest z czeskim stylem charakterystycznym po 1400 roku i dotyczy luźno zawieszonych szat rozpinających się na kanciastych członkach, gdzie kaskady bocznych fałdów zostają zredukowane do jednego fałdu o wężowo przebiegającym rąbku. Drugi charakterystyczny układ wiąże się z postacią klęczącą, odzianą w luźną lub przepasaną suknię dzwonowego kroju. Z pleców opada prosty fałd rurkowy, który załamuje się trójkątnie na stopach owiniętych suknią. Z przodu zawija się ukośnie wokół kolan drugi fałd zakończony niekiedy luźnym językiem draperii. Tego typu układy kompozycyjne używane były innym iluminatorów krakowskich: m.in. Mistrza Antyfonarza Mścisława i Mistrza Zwiastowania w Antyfonarzu Zbigniewa Oleśnickiego.
Jako tło, Mistrz Biblii Hutterów stosował błękitne płaszczyzny pokryte delikatnymi wiciami białej floryzacji wywodzącej się z iluminatorstwa włoskiego, motywami ukośnej kraty, rombów, rautów, łusek, wypełniające pola inicjałów oraz w charakterze grawerunków pokrywających złote partie tła między korpusem litery i otaczającą go ramką, potęgują płaskość, graficzność, dekoracyjność iluminacji.